# Insurrections fédéralistes
Guerres de la Révolution française
Batailles
- Brécourt
- Marseille
- Lyon
- Toulon

Les insurrections fédéralistes sont les soulèvements qui éclatèrent en province lors de la Révolution française, puis récupérées par les Girondins après les évènements du 31 mai 1793 et les décrets du 2 juin 1793 les éliminant de la Convention.

## Histoire

### Origines
En avril 1793, devant les menaces réitérées de la Commune de Paris à l'encontre des Girondins de la Convention, les Girondins (appelés parfois "fédéralistes" du fait de l'insulte jacobine à leur encontre) s'efforcèrent d'organiser la résistance en province, où ils disposaient d'importants soutiens. Dans le même temps, les Montagnards, envoyés en mission en province pour assurer la levée des 300 000 hommes, s'efforçaient de mobiliser les classes populaires contre l'emprise des notables modérés sur les municipalités et les administrations départementales. Cela conduisit à des affrontements violents, déjà exacerbés par les conflits sociaux, dans des villes comme Lyon, Marseille, Bordeaux, Nantes ou Rouen, toutes villes où les deux camps disposaient d'une clientèle politique habituelle — constituée d'une partie de la classe moyenne et des couches populaires pour la Montagne, d'une bourgeoisie plus huppée et de couches populaires en difficulté à cause du chômage et hostiles aux mesures anticléricales de la Convention pour la Gironde et leurs partisans.
La crise éclata après la mise en accusation de 29 députés girondins le 2 juin 1793. Dès le 5 juin, 17 députés, dont Condorcet protestèrent contre la mise en accusation de ces députés et envoyèrent leur motion à leurs commettants. Le même jour, l'administration départementale de la Somme de la Haute-Vienne et des Hautes-Alpes faisaient de même. Le 7 juin, 75 députés appartenant du côté droit de l'assemblée dénoncèrent l'action de la Commune et demandèrent le soutien des départements. De leur côté, plusieurs des députés mis en accusation s'enfuirent pour rejoindre la force armée que la plupart des départements bretons et normands avaient décidé de constituer dans leurs départements pour fomenter des révoltes en les soulevant contre Paris et la Convention. Ainsi, Buzot et Gorsas se rendirent dans l’Eure, Pétion et beaucoup d’autres à Caen, qui devait devenir leur quartier général. De son côté, Brissot se retira à Moulins, Rabaut Saint-Étienne à Nîmes, Rebecqui à Marseille, Birotteau et Chasset à Lyon.
Toutefois, devant l'argument de l'unité des patriotes face à la contre-révolution et à l'invasion, la modération relative des Montagnards à l'égard des girondins arrêtés, la rédaction rapide de la Constitution de l'an I, le ralliement massif de l'armée à la Convention montagnarde, le gros négoce et les notables locaux qui disposaient d'une influence et d'une clientèle suffisante pour pouvoir disputer les sections des grandes villes aux clubistes montagnards, étaient trop peu nombreux dans les villes plus modestes pour ébranler l'hégémonie de clubs demeurés fidèles à l'affiliation parisienne.

### Les mouvements en Province
L’insurrection toucha particulièrement l’Ouest, le Sud-Est et le Sud-Ouest.

#### L'Ouest
Le 13 juin, le département de l’Eure, poussé par Buzot et Gorsas, donna le signal de l’insurrection en déclarant que la Convention n’était pas libre et en décidant la levée de 4 000 hommes pour marcher contre Paris ainsi que l’envoi de commissaires à tous les départements voisins pour chercher à les soulever. Ceux de la Normandie formèrent une fédération à Caen. De leur côté, les députés des départements de la Bretagne se réunirent à Rennes.
En Ille-et-Vilaine, le département et la municipalité de Rennes constituèrent un Comité central de correspondance pour coordonner une protestation. À la mi-juin, des délégués du Finistère et du Morbihan le rejoignirent, tandis que les Côtes-du-Nord déclaraient plus important de dépêcher des volontaires à Nantes, menacée par les insurgés vendéens. Au total, les Bretons envoyèrent 1 700 hommes en Normandie, 900 du Finistère, 200 du Morbihan, 476 d'Ille-et-Vilaine.
Le séjour à Laval des troupes républicaines et des deux conventionnels de Maine-et-Loire Pierre-Marie Delaunay et Jacques Dandenac avaient empêché la réunion des citoyens qui s'étaient fait inscrire pour former le bataillon de la Force départementale de la Mayenne, de s'effectuer au jour indiqué, le 7 juin 1793. Le 29 juin 1793, René Enjubault de la Roche était nommé l'un des deux commissaires chargés de procéder à l'organisation du bataillon de la Force départementale de la Mayenne, qui dut partir, le 4 juillet, pour Caen où se réunissaient également les volontaires fournis par les départements bretons.
Ce n'est qu'après la fin du siège de Nantes que les autorités des Côtes-du-Nord décidèrent d'envoyer une quarantaine de volontaires, tandis que Nantes expédiait 64 hommes.
Buzot, Guadet, Pétion, Barbaroux, Louvet, Salle, etc., formèrent à Caen une assemblée centrale de résistance à l’oppression, qui jura haine aux anarchistes, promettant de maintenir l’égalité, l’unité, l’indivisibilité de la république, qui leva une armée départementale et qui choisit pour la commander le général Wimpffen, l’ancien défenseur de Thionville.
Wimpffen rassembla à Évreux une petite armée insurrectionnelle de 5 000 hommes et, donnant le commandement de l’avant-garde à Puisaye, partit en direction d'Évreux. La Convention envoya contre cette armée, qui ne comptait guère dans ses rangs que des royalistes, une armée de 1 500 hommes qui, le soir du 13 juillet 1793, attaquèrent à Pacy-sur-Eure la colonne fédéraliste qui, surprise, se mit à fuir dès le premier coup de canon (bataille de Brécourt).
Wimpffen n'étant pas parvenu à rallier ses troupes, et devant la multiplication des défections, les Bretons décidèrent de rentrer chez eux en emmenant les députés girondins encore présents à Caen. Le même jour, Charlotte Corday assassinait Marat à Paris. Les troupes de la Convention pénétrèrent dans Caen, obligeant les chefs girondins à se réfugier en Bretagne puis en Gironde.

#### Le Sud-Est
Dans le Midi, le Gard et les Bouches-du-Rhône se dressèrent contre la Convention, avec à leur tête les villes insurgées de Nîmes et de Marseille. En insurrection depuis le 29 mai, Lyon, de son côté, organisa la révolte dans les départements voisins, surtout en Franche-Comté.
À Marseille, des Jacobins favorables aux Montagnards tenaient la municipalité et le club de la rue Thubaneau. Les modérés, anciens notables et négociants aisés, avaient assis quant à eux leur influence dans les assemblées de sections. Pour contrebalancer cette influence, les Montagnards du club défendirent dès la fin de 1792 la création d'une armée révolutionnaire de 6 000 hommes et la constitution d'un Comité central des instances patriotes. En réaction, les sections réclamèrent un tribunal révolutionnaire. Le conflit se durcit au printemps 1793, au point que les représentants en mission envoyés pour contrôler la levée des 300 000 hommes durent se réfugier en avril à Montélimar, après avoir défendu les exigences du club, tandis que le directoire du département des Bouches-du-Rhône, également montagnard, s'installait à Salon-de-Provence.
Après le 2 juin, les sections marseillaises créèrent un Comité général des sections qui dispersa le club et interna les chefs montagnards, jugés et exécutés le 4 juillet 1793. Une nouvelle municipalité fut élue, qui se mit en rapport avec les autres foyers fédéralistes et décida la levée d'une force départementale. Cette force s'empara d'Avignon le 8 juillet.
Dans l'Hérault, si les administrateurs et les municipaux de Montpellier condamnèrent, autour de Durand, le maire, le coup de force du 2 juin et réclamèrent la libération des députés arrêtés, avant d'inciter, le 12 juin, les assemblées primaires de l'Hérault à envoyer des représentants au chef-lieu pour y décider des mesures à prendre et, le 20 juin de créer un comité de salut public du département. Toutefois, les assemblées primaires refusèrent la levée d'une force départementale. Favorisé par la menace espagnole contre Perpignan, le ralliement de l'Hérault ne fut retardé que de quelques jours par le décret de la Convention ordonnant l'arrestation des membres du Comité de salut public de l'Hérault. De son côté, la Drôme resta fidèle à la Convention, empêchant la jonction des deux insurrections du Sud-Est. Quant à l'Hérault et la Haute-Garonne, avec Toulouse, ils empêchèrent la jonction entre Nîmes et Bordeaux.
Seul le Gard leva un bataillon de 600 hommes, qui occupa Pont-Saint-Esprit pour faciliter les liaisons avec Lyon.
La Convention réagit rapidement en envoyant un détachement de l'armée des alpes sous les ordres du général Carteaux, tandis que le Congrès des sociétés populaires de Valence des 24, 25 et 26 juin 1793 arrêtait la progression vers le nord des insurgés du Gard. Grâce à leur intervention, Carteaux put pénétrer dans Avignon, où la municipalité jacobine fut rétablie le 25 juillet. Devant ces succès, une partie des patriotes marseillais abandonna la cause fédéraliste, provoquant un glissement à droite des instances dirigeantes du mouvement, rejointes par des royalistes plus ou moins déclarés comme le négociant Abeille, qui prit contact le 20 août avec l'amiral Hood, commandant la flotte anglaise en Méditerranée, pour obtenir le desserrement du blocus et le débarquement des grains nécessaires à la subsistance de la ville. Toutefois, ces négociations furent interrompues par la reprise de la progression de Carteaux, tandis que les sections jacobines des quartiers populaires entraient en insurrection. Les troupes républicaines entraient dans la ville le 25 août 1793.
Bastion jacobin jusqu'en juillet 1793, la ville de Toulon assista à un raz-de-marée des modérés dans les sections dans la seconde quinzaine de juillet, avec la mise à sac du club des jacobins ; une partie des membres du département et du district durent s'enfuir, pour éviter l'arrestation, les deux envoyés en mission de la Convention furent incarcérés, et de nombreux militants jacobins parqués sur un ponton dans la rade. Se résumant jusqu'en août à des mots d'ordre girondins contre la dictature parisienne, le mouvement bascula avec l'arrivée de Carteaux à Marseille, livrant la ville aux royalistes, puis, le 18 août, aux Anglais et à leurs alliés espagnols et napolitains.
Ce geste entraîna la fuite massive des modérés et le durcissement du mouvement, qui finit par prêter allégeance au comte de Provence. Après la capitulation de Lyon (au terme d'un siège de deux mois) le 9 octobre et de Bordeaux le 16 octobre, la ville finit à son tour à tomber, après un long siège où se distingua Napoléon Bonaparte, le 29 frimaire an II (19 décembre 1793).
À Marseille, rebaptisée de façon humiliante « Ville sans nom », le 28 août, le général Carteaux installa le tribunal révolutionnaire qui entra aussitôt en action : ce fut le début de la Terreur en Provence. À l'automne Barras et Fréron amplifièrent la répression et de nombreuses exécutions eurent lieu à la fin octobre en bas de la Canebière.

#### Le Sud-Ouest
Dans le Sud-Ouest, les autorités du département de la Gironde se mirent en insurrection le 7 juin 1793 et levèrent une force armée, en même temps qu'elles demandaient la réunion des députés suppléants à Bourges. Après l'échec des départements fédéralistes de l'Ouest et du Sud-Est (juin-août 1793), Bordeaux se trouva isolée, d'autant qu'elle refusait de se joindre à l'insurrection royaliste vendéenne, et elle finit par se rendre le 16 octobre.

### Conséquences
Les insurrections fédéralistes, violemment réprimées par la Convention montagnarde, provoquèrent le renforcement de la Terreur et du pouvoir central. Munis de pouvoirs dictatoriaux, les représentants en mission réussirent à vaincre les soulèvements, mais l’œuvre décentralisatrice de la Constitution de 1791 fut définitivement ruinée.